# ميرفي أندرسون
ميرفي أندرسون (بالإنجليزية: Murphy Anderson)‏ هو فنان قصص مصورة أمريكي، ولد في 9 يوليو 1926 في آشفيل في الولايات المتحدة، وتوفي في 23 أكتوبر 2015 في الولايات المتحدة.

## وصلات خارجية
- ميرفي أندرسون على موقع IMDb (الإنجليزية)
- ميرفي أندرسون على موقع الموسوعة البريطانية (الإنجليزية)
- ميرفي أندرسون على موقع قاعدة بيانات الفيلم (الإنجليزية)
- ميرفي أندرسون على موقع كينوبويسك (الروسية)